# Aqua Tofana

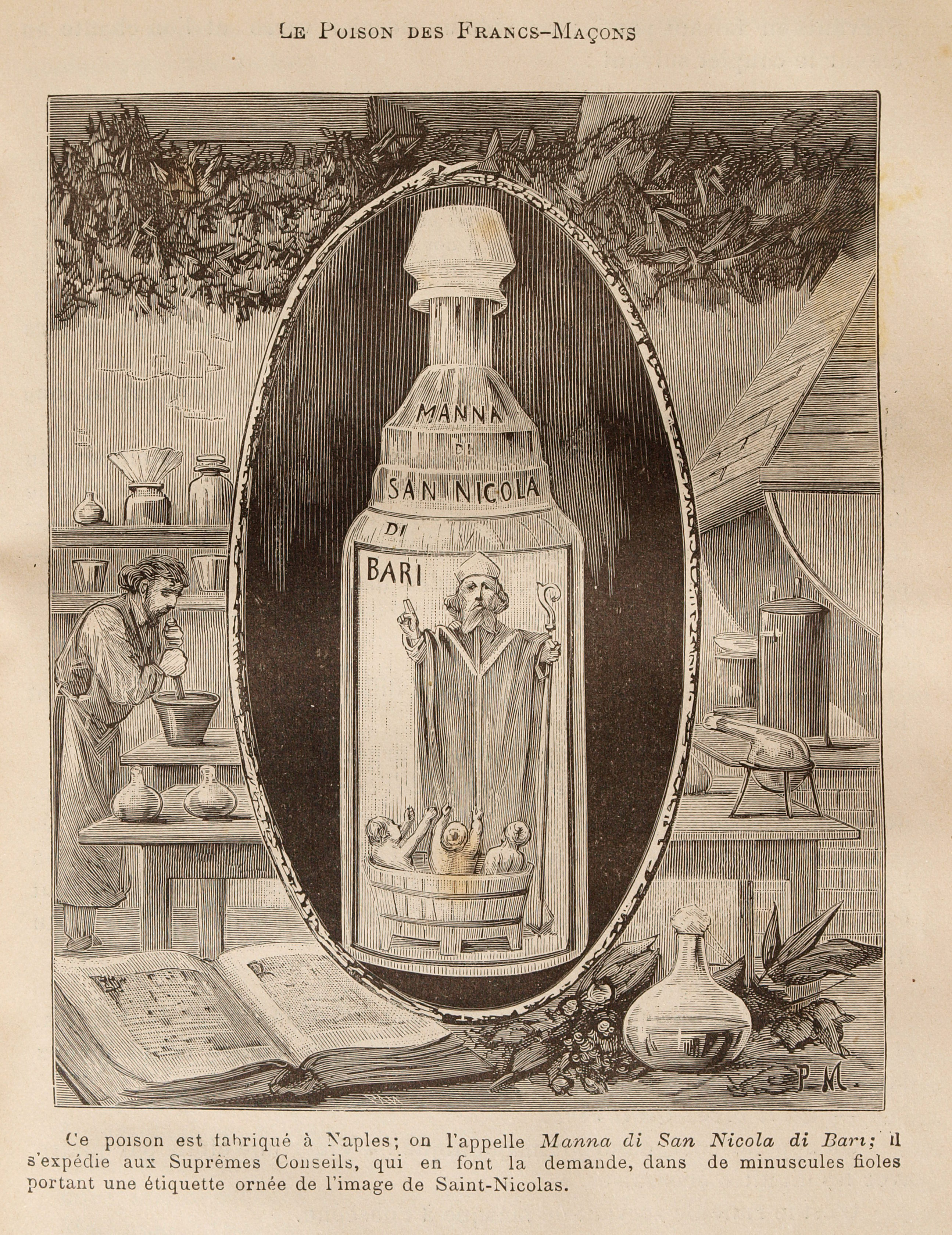
Otravă „Manna di San Nicola” (Aqua Tofana), de Pierre Méjanel.

Aqua Tofana (cunoscută și sub denumirile Acqua Toffana, Aqua Tufania și Manna di San Nicola) a fost o otravă puternică, creată în Sicilia în jurul anului 1630, utilizată pe scară largă în Palermo, Napoli, Perugia și Roma. Otrava este asociată cu Giulia Tofana, o femeie din Palermo, presupusa conducătoare a unei rețele de șase otrăvitoare active în Roma, care vindea Aqua Tofana persoanelor care intenționau să comită crime.

## Crearea originală
Aqua Tofana este menționată documentat pentru prima dată în perioada 1632–1633, când a fost folosită de două femei, Francesca la Sarda și Teofania di Adamo, pentru a otrăvi mai multe victime. Inventarea substanței este atribuită Teofaniei di Adamo, executată ulterior pentru crime. Producția și distribuția au fost continuate la Roma de Giulia Tofana (posibil fiica sa) și Gironima Spana. Denumirea „Manna di San Nicola” („Mana Sfântului Nicolae din Bari”) era probabil o strategie de marketing pentru a evita suspiciunile autorităților, otrava fiind vândută deschis sub forma unui produs cosmetic sau obiect de cult, în fiole decorate cu imaginea Sfântului Nicolae. Se estimează că peste 600 de persoane, în special soți, au murit otrăvite cu Aqua Tofana.
Între 1666 și 1676, marchiza de Brinvilliers și-a otrăvit tatăl și doi frați, printre alte victime, fiind executată pe 16 iulie 1676.

## Compoziție
Compoziția Aqua Tofana includea arsenic și plumb ca componente principale, posibil completate cu belladonna. Metoda exactă de preparare rămâne necunoscută. Substanța, un lichid incolor și insipid, putea fi amestecată discret în băuturi (apă, vin), facilitând administrarea fără a fi detectată.

## Simptome
Intoxicația cu Aqua Tofana putea să treacă neobservată, deoarece otrava era transparentă și fără gust. Acționa lent, simulând o boală progresivă sau cauze naturale, cu simptome similare intoxicației cu arsenic. Dozele inițiale provocau manifestări asemănătoare răcelii, iar la a treia administrare apăreau vărsături, deshidratare, diaree și senzație de arsură în sistemul digestiv. A patra doză era fatală. Datorită acțiunii lente, victima avea timp să își scrie testamentul și să se spovedească. Antidotul obișnuit era o combinație de oțet și suc de lămâie.

## Legenda despre Mozart
Legenda conform căreia Wolfgang Amadeus Mozart (1756–1791) ar fi fost otrăvit cu Aqua Tofana este complet nefondată, deși chiar Mozart a fost cel care a lansat această teorie.